# Солсбері (Вермонт)
Солсбері (англ. Salisbury) — місто (англ. town) в США, в окрузі Еддісон штату Вермонт. Населення — 1221 особа (2020).

### Клімат
| Клімат : Солсбері                          | Клімат : Солсбері | Клімат : Солсбері | Клімат : Солсбері | Клімат : Солсбері | Клімат : Солсбері | Клімат : Солсбері | Клімат : Солсбері | Клімат : Солсбері | Клімат : Солсбері | Клімат : Солсбері | Клімат : Солсбері | Клімат : Солсбері | Клімат : Солсбері |
| Показник                                   | Січ.              | Лют.              | Бер.              | Квіт.             | Трав.             | Черв.             | Лип.              | Серп.             | Вер.              | Жовт.             | Лист.             | Груд.             | Рік               |
| Середній максимум, °C                      | −1,2              | 1,4               | 6,9               | 15,0              | 21,7              | 26,3              | 28,7              | 27,4              | 22,8              | 15,4              | 8,5               | 1,8               | 14,6              |
| Середній мінімум, °C                       | −11,8             | −10,5             | −5,8              | 0,4               | 6,4               | 11,7              | 14,3              | 13,7              | 9,5               | 3,4               | −1,2              | −7,8              | 1,9               |
| Норма опадів, мм                           | 54                | 52                | 59                | 79                | 94                | 101               | 111               | 106               | 96                | 98                | 86                | 78                | 1012              |
| ------------------------------------------ | ----------------- | ----------------- | ----------------- | ----------------- | ----------------- | ----------------- | ----------------- | ----------------- | ----------------- | ----------------- | ----------------- | ----------------- | ----------------- |
| Джерело: xmACIS2 (Monthly Climate Normals) |                   |                   |                   |                   |                   |                   |                   |                   |                   |                   |                   |                   |                   |

## Демографія
Згідно з переписом 2010 року, у місті мешкало 1136 осіб у 444 домогосподарствах у складі 315 родин. Було 696 помешкань
Расовий склад населення:
| - 98,1 % — білих - 0,6 % — азіатів - 0,4 % — корінних американців |

До двох чи більше рас належало 0,6 %. Частка іспаномовних становила 0,9 % від усіх жителів.
За віковим діапазоном населення розподілялося таким чином: 21,4 % — особи молодші 18 років, 64,6 % — особи у віці 18—64 років, 14,0 % — особи у віці 65 років та старші. Медіана віку мешканця становила 45,1 року. На 100 осіб жіночої статі у місті припадало 104,3 чоловіків;  на 100 жінок у віці від 18 років та старших — 103,4 чоловіків також старших 18 років.
Середній дохід на одне домашнє господарство  становив 70 368 доларів США (медіана — 62 019), а середній дохід на одну сім'ю — 83 859 доларів (медіана — 76 833). Медіана доходів становила 38 182 долари для чоловіків та 42 742 долари для жінок. За межею бідності перебувало 6,8 % осіб, у тому числі 4,1 % дітей у віці до 18 років та 11,9 % осіб у віці 65 років та старших.
Цивільне працевлаштоване населення становило 619 осіб. Основні галузі зайнятості: освіта, охорона здоров'я та соціальна допомога — 32,3 %, будівництво — 12,3 %, мистецтво, розваги та відпочинок — 11,6 %, роздрібна торгівля — 11,0 %.